# El final de la guerra
El final de la guerra (War's end, en inglés) es un álbum de historieta de Joe Sacco. El álbum recopila dos historias cortas que Sacco realizó antes de los éxitos conseguidos con Palestina, Gorazde: Zona protegida y El Mediador.
La primera historia, Soba, relata el acercamiento costumbrista en la crueldad de la guerra y lo hace con un guerrero de Sarajevo que es capaz de conquistar Occidente sólo con su guitarra y la música que desprende de ella. Una demostración de la importancia de los detalles cotidianos, capaces de sobrepasar cualquier cultura y conflicto.
En la segunda historia del volumen, Navidad con Karadzic, Sacco deja a un lado el enfoque emotivo y sensible para descargar un humor negro digno de elogio en todas sus páginas que encuentra la clave en dos búsquedas: la primera es la de un criminal de guerra serbio bosnio y la segunda se centra en la de una noticia que jamás vera la luz.
Ambas historias son acercamientos a este tipo de conflictos, a los que Sacco acabaría volviendo una y otra vez, quizás aquí más directos.
- Datos: Q7968345